# Nannaria rutherfordensis
Nannaria rutherfordensis är en mångfotingart som beskrevs av Shelley 1975. Nannaria rutherfordensis ingår i släktet Nannaria och familjen Xystodesmidae. Inga underarter finns listade i Catalogue of Life.